# Pikonema dimmockii
Pour les articles homonymes, voir Tête verte.
Espèce
Pikonema dimmockii, ou tenthrède à tête verte de l'épinette, est une espèce d'insectes de la famille des Tenthredinidae.
La larve de cette tenthrède est un insecte ravageur, défoliateur.

## Synonyme
- Nematus dimmockii Cresson, 1880

## Première publication
(en) E.T. Cresson, Descriptions of new North American Hymenoptera in the collection of the American Entomological Society, Transactions of the American Entomological Society and proceedings of the Entomological Section of the Academy of Natural Sciences Vol.8: p. 1-68 Texte complet